# Liste des maîtres de l'ordre du Temple
Pour un article plus général, voir Ordre du Temple.
| No | Nom                                                                            | Début de la maîtrise | Fin de la maîtrise               | Blason | Maison cheftaine                         |
| -- | ------------------------------------------------------------------------------ | -------------------- | -------------------------------- | ------ | ---------------------------------------- |
| 1  | Hugues de Payns (mort en 1136 ou 1137)                                         | 1129                 | 1136 ou 1137                     |        | Jérusalem (Royaume de Jérusalem)         |
| 2  | Robert de Craon membre de la Maison de Craon (mort le 13 janvier 1149)         | 1136 ou 1137         | 1149                             |        | Jérusalem (Royaume de Jérusalem)         |
| 3  | Évrard des Barres (vers 1113 - 1174)                                           | 1149                 | 1152 abdication                  |        | Jérusalem (Royaume de Jérusalem)         |
| 4  | Bernard de Tramelay (vers 1100 - 16 août 1153)                                 | 1152                 | 16 août 1153 mort au combat      |        | Jérusalem (Royaume de Jérusalem)         |
| 5  | André de Montbard (1103 - 17 octobre 1156)                                     | 1153                 | 17 janvier 1156 abdication       |        | Jérusalem (Royaume de Jérusalem)         |
| 6  | Bertrand de Blanquefort (mort le 2 janvier 1169)                               | octobre 1156         | 2 janvier 1169                   |        | Jérusalem (Royaume de Jérusalem)         |
| 7  | Philippe de Milly (dates inconnues)                                            | janvier 1169         | 3 avril 1171 abdication          |        | Jérusalem (Royaume de Jérusalem)         |
| 8  | Eudes de Saint-Amand (mort le 9 octobre 1179)                                  | 1171                 | 9 octobre 1179 mort en captivité |        | Jérusalem (Royaume de Jérusalem)         |
| 9  | Arnau de Torroja (vers 1122 - 30 septembre 1184)                               | 1180                 | 30 septembre 1184                |        | Jérusalem (Royaume de Jérusalem)         |
| 10 | Gérard de Ridefort (vers 1140 - 4 octobre 1189)                                | 1185                 | 4 octobre 1189 exécution         |        | Saint-Jean d'Acre (Royaume de Jérusalem) |
| 11 | Robert IV de Sablé (mort le 23 septembre 1193)                                 | octobre 1191         | 23 septembre 1193                |        | Saint-Jean d'Acre (Royaume de Jérusalem) |
| 12 | Gilbert Hérail (vers 1152 - décembre 1200)                                     | février 1194         | décembre 1200                    |        | Saint-Jean d'Acre (Royaume de Jérusalem) |
| 13 | Philippe du Plaissis (vers 1165 - 1209)                                        | mars 1201            | 1209                             |        | Saint-Jean d'Acre (Royaume de Jérusalem) |
| 14 | Guillaume de Chartres membre de la Maison de Chartres (avant 1178 - août 1219) | 1210                 | août 1219                        |        | Saint-Jean d'Acre (Royaume de Jérusalem) |
| 15 | Pierre de Montaigu (mort le 28 janvier 1232)                                   | 1219                 | 28 janvier 1232                  |        | Saint-Jean d'Acre (Royaume de Jérusalem) |
| 16 | Armand de Périgord membre de la Maison de Talleyrand (1178 - 1247)             | 1232                 | 1245                             |        | Saint-Jean d'Acre (Royaume de Jérusalem) |
| 17 | Richard de Bures                                                               | 1245                 | 5 mai 1247                       |        | Saint-Jean d'Acre (Royaume de Jérusalem) |
| 18 | Guillaume de Sonnac membre de la Maison de Saunhac (1200 - 1250)               | 1247                 | 11 février 1250 mort au combat   |        | Saint-Jean d'Acre (Royaume de Jérusalem) |
| 19 | Renaud de Vichiers (mort le 20 janvier 1256)                                   | 1250                 | 20 janvier 1256                  |        | Saint-Jean d'Acre (Royaume de Jérusalem) |
| 20 | Thomas Béraud (mort le 25 mars 1273)                                           | 1256                 | 25 mars 1273                     |        | Saint-Jean d'Acre (Royaume de Jérusalem) |
| 21 | Guillaume de Beaujeu (mort le 17 mai 1291)                                     | 1273                 | 17 mai 1291 mort au combat       |        | Saint-Jean d'Acre (Royaume de Jérusalem) |
| 22 | Thibaud Gaudin (mort le 16 avril 1292)                                         | août 1291            | 16 avril 1292                    |        | Chypre                                   |
| 23 | Jacques de Molay (entre 1244 et 1249 - 18 mars 1314)                           | avril 1292           | 18 mars 1314 exécution           |        | Chypre                                   |

## Autres dignitaires
Quelques hauts dignitaires de l'ordre : (classement chronologique)
- Gualdim Pais, quatrième maître de l'ordre au Portugal de 1157 à 1195
- Gilbert de Lacy, maître de l'ordre du comté de Tripoli en 1164
- Pons de Rigaud, maître du bailliage de Provence de 1184 à 1189, de la province de Provence et partie des espagnes de 1190 à 1195 et de 1202 à 1206, maître en deçà-mer (visiteur cismarin) de 1196 à 1202 et de 1207 à 1208[2]
- Étienne de Sissey, maréchal de l'ordre (1260/62)
- Guillaume de Malay, maréchal de l'ordre en 1262
- Berenguer de Saint-Just, maître de l'ordre en Aragon de 1283 à 1290
- Hugues d'Ampurias (ca), tenant lieu de maréchal (1302)
- Gérard de Villiers, précepteur de France en 1307 qui se serait enfui par la mer avec une partie du trésor du Temple
- Frédéric de Salm, dernier maître de l'ordre en Allemagne en 1310
- Rodrigo Yanez, dernier maître de l'ordre en Castille en 1310
- Guillaume de La More, dernier maître de l'ordre en Angleterre en 1311

## Sources
- Alain Demurger, Les Templiers, une chevalerie chrétienne au Moyen Âge, Paris, Seuil, coll. « Points Histoire », 2008 (1re éd. 2005), 664 p., poche (ISBN 978-2-7578-1122-1)
- Damien Carraz (préf. Alain Demurger), L'Ordre du Temple dans la basse vallée du Rhône (1124-1312) : Ordres militaires, croisades et sociétés méridionales, Lyon, Presses universitaires de Lyon, coll. « Collection d'histoire et d'archéologie médiévales / 17 », 2005 (ISBN 978-2-7297-0781-1, lire en ligne)